# Ranunculus boecheri
Ranunculus boecheri — вид квіткових рослин родини жовтецевих (Ranunculaceae).

## Поширення
Флора Гренландії.